# Simbabwische Cricket-Nationalmannschaft in Sri Lanka in der Saison 1997/98
Die Tour der simbabwischen Cricket-Nationalmannschaft nach Sri Lanka in der Saison 1997/98 fand vom 7. bis zum 26. Januar 1998 statt. Die internationale Cricket-Tour war Bestandteil der Internationalen Cricket-Saison 1997/98 und umfasste zwei Tests und drei ODIs. Sri Lanka gewann die Test-Serie 2–0 und die ODI-Serie 3–0.

## Vorgeschichte
Sri Lanka bestritt zuvor eine Tour in Indien, Simbabwe ein Drei-Nationen-Turnier in Kenia.
Das letzte Aufeinandertreffen der beiden Mannschaften bei einer Tour fand in der Saison 1996/97 in Sri Lanka statt.

## Stadien
Die folgenden Stadien wurden für die Tour als Austragungsort vorgesehen.
| Stadion                            | Stadt   | Kapazität | Spiele               |
| ---------------------------------- | ------- | --------- | -------------------- |
| R. Premadasa Stadium (RPS)         | Colombo | 35.000    | 2. ODI               |
| Sinhalese Sports Club Ground (SSC) | Colombo | 10.000    | 2. Test; 1. & 3. ODI |
| Asgiriya Stadium                   | Kandy   | 10.300    | 1. Test              |

## Kaderlisten
Die folgenden Kader wurden von den Mannschaften benannt.
| Test | Test | ODI | ODI |
| Sri Lanka | Simbabwe | Sri Lanka | Simbabwe |
| --- | --- | --- | --- |
| - Arjuna Ranatunga (K) - Don Anurasiri - Aravinda de Silva - Marvan Atapattu - Sanath Jayasuriya - Romesh Kaluwitharana (wk) - Roshan Mahanama - Muttiah Muralitharan - Ravindra Pushpakumara - Jayantha Silva - Hashan Tillakaratne - Chaminda Vaas | - Alistair Campbell (K) - Andy Flower (wk) - Grant Flower - Murray Goodwin - Adam Huckle - Pommie Mbangwa - Gavin Rennie - Bryan Strang - Paul Strang - Heath Streak - Andy Whittall - Guy Whittall - Craig Wishart | - Arjuna Ranatunga (K) - Russel Arnold - Marvan Atapattu - Upul Chandana - Kumar Dharmasena - Aravinda de Silva - Sajeewa de Silva - Avishka Gunawardene - Sanath Jayasuriya - Mahela Jayawardene - Ruwan Kalpage - Romesh Kaluwitharana (wk) - Roshan Mahanama - Muttiah Muralitharan - Naveed Nawaz - Ravindra Pushpakumara - Chaminda Vaas | - Alistair Campbell (K) - Andy Flower (wk) - Grant Flower - Murray Goodwin - Adam Huckle - Pommie Mbangwa - Gavin Rennie - John Rennie - Paul Strang - Heath Streak - Andy Whittall - Guy Whittall - Craig Wishart |

## Tests

### Erster Test in Kandy
| 7. – 11. Januar Scorecard | Kandy | Sri Lanka 469 (154.3) & 10-2 (1.5) | – | Simbabwe 140 (85.4) & 338 (126.5) (f/o) |
|                           |       | Sri Lanka gewinnt mit 8 Wickets    |   |                                         |

Sri Lanka gewann den Münzwurf und entschied sich als Schlagmannschaft zu beginnen. Als Spieler des Spiels wurde Muthiah Muralidaran ausgezeichnet.

### Zweiter Test in Colombo
| 14. – 18. Januar Scorecard | Colombo (SSC) | Simbabwe 251 (90.2) & 299 (125.5) | – | Sri Lanka 225 (73.5) & 326-5 (113.5) |
|                            |               | Sri Lanka gewinnt mit 5 Wickets   |   |                                      |

Simbabwe gewann den Münzwurf und entschied sich als Schlagmannschaft zu beginnen. Als Spieler des Spiels wurde Aravinda de Silva ausgezeichnet.

## One-Day Internationals

### Erstes ODI in Colombo
| 22. Januar Scorecard | Colombo (SSC) | Simbabwe 207 (48.4)             | – | Sri Lanka 210-5 (45.2) |
|                      |               | Sri Lanka gewinnt mit 5 Wickets |   |                        |

Sri Lanka gewann den Münzwurf und entschied sich als Feldmannschaft zu beginnen. Als Spieler des Spiels wurde Arjuna Ranatunga ausgezeichnet.

### Zweites ODI in Colombo
| 24. Januar Scorecard | Colombo (RPS) | Simbabwe 212-8 (50)             | – | Sri Lanka 213-5 (48.2) |
|                      |               | Sri Lanka gewinnt mit 5 Wickets |   |                        |

Simbabwe gewann den Münzwurf und entschied sich als Schlagmannschaft zu beginnen. Als Spieler des Spiels wurde Murray Goodwin ausgezeichnet.

### Drittes ODI in Colombo
| 26. Januar Scorecard | Colombo (SSC) | Simbabwe 281-6 (50)             | – | Sri Lanka 286-6 (49) |
|                      |               | Sri Lanka gewinnt mit 4 Wickets |   |                      |

Simbabwe gewann den Münzwurf und entschied sich als Schlagmannschaft zu beginnen. Als Spieler des Spiels wurde Sanath Jayasuriya ausgezeichnet.